# 浦兴路街道
浦兴路街道是中国上海市浦东新区下辖的一个街道。面积6.25平方公里。户籍人口9.49万人（2008年）。

## 行政区划
浦兴路街道下辖凌河路二居委会、凌河路三居委会、凌河路四居委会、凌河路五居委会、凌河路七居委会、凌河路八居委会、东陆路一居委会、东陆路二居委会、东陆路五居委会、荷泽路一居委会、荷泽路三居委会、荷泽路五居委会、浦兴路一居委会、胶东路一居委会、龙臣居委会、浦兴路三居委会、银桥居委会、胶东路第二居委会、双桥居委会、金鑫居委会、金泽苑居委会、东荷居委会、金鹏居委会、中大居委会、证大第一居委会、长岛路居委会、浦兴路第二居委会、平度居委会、牟平居委会、胶东路第三居委会、凌河路第六居委会、凌河路第一居委会、证大第二居委会、东陆路三居委会、东陆路四居委会、金桥湾居委会、台儿庄居委会、金桥居委会、巨峰居委会、金东居委会。